# 亀山公園 (日田市)

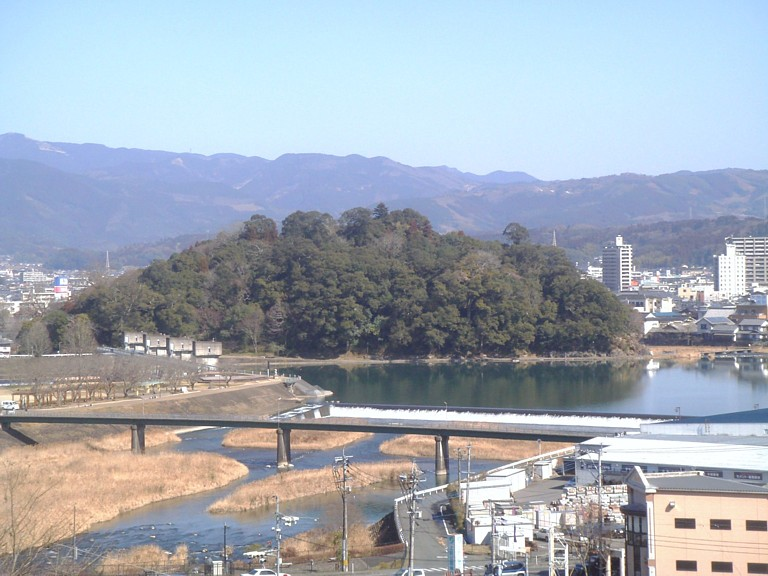
鏡坂公園から見た亀山公園

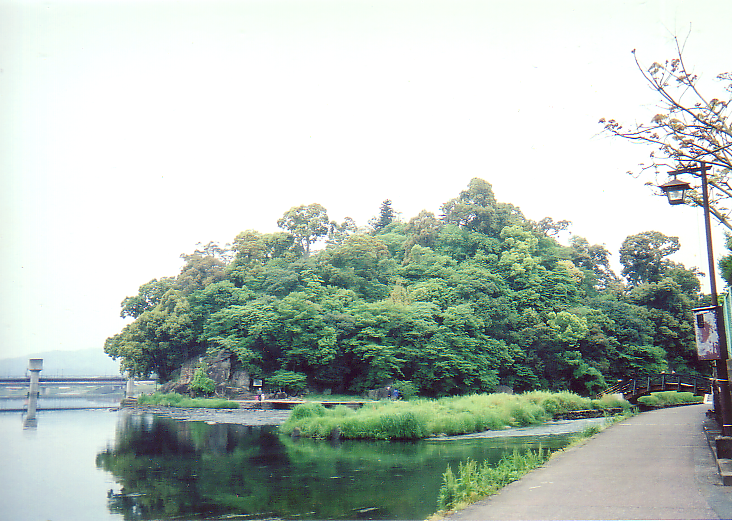
隈町沿岸から見た亀山公園

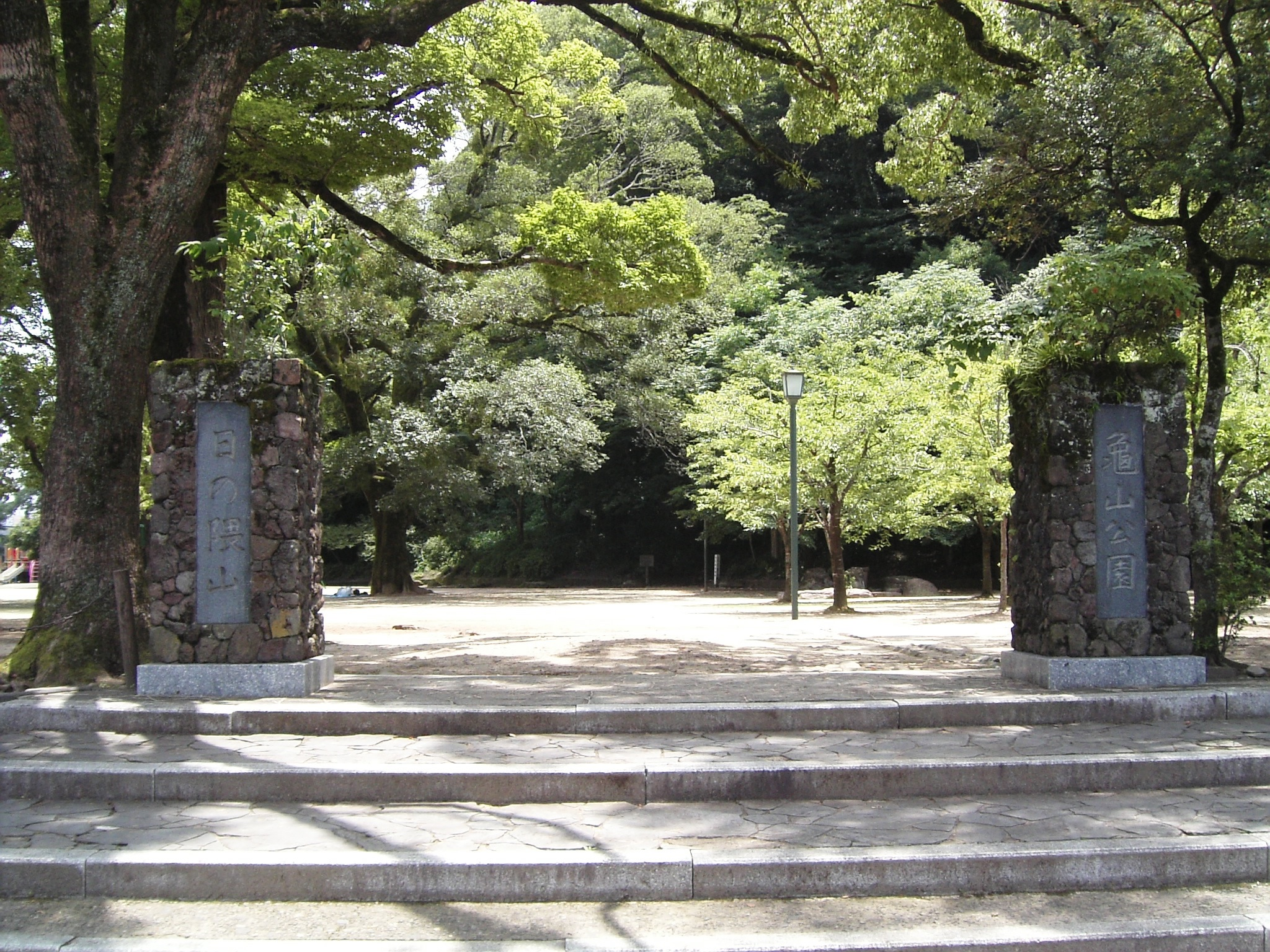
亀山公園入口

亀山公園（きざんこうえん）は、大分県日田市亀山町にある公園。日隈公園とも呼ばれることがある。

## 概要
三隈川（筑後川上流）沿いの日田温泉（隈地区）の隣にある丘陵である。三隈三丘（日隈・月隈・星隈）に数えられるものの一つで侵食によって形成された残丘である。元治元年（1864年）に、後漢時代の銅梁作細線式獣帯鏡が出土した古墳跡（日隈1号墳）でもあり、安土桃山時代には日隈城が築かれていた。ほかに、大正14年（1925年）に建てられた日田郡馬原村庄屋の穴井六郎右衛門が行った幕府への直訴を称えた記念碑などがある。
昭和11年（1936年）に始められた「日田川開き観光祭」の発祥地でもあり、児童公園として整備され、春には桜の名所となる。2006年に公園の拡張が完了し新たな憩いの場となっている。

## 歴史
近世には祇園社があったが、宝永3年（1706年）に隈・寺町に遷座した。
太平洋戦争終結直後までは、日田県初代知事を務めた松方正義を祀った松方神社が山頂の南東にあったが、太平洋戦争で日本が敗戦した後、GHQの命令によって撤去され、建物などは撤去移築された。
現在、山頂には日隈神社があり、後醍醐天皇、楠木正成、春日大明神の3柱を祀り、拝殿には大久保利通が書いた「龜翁山」、西郷隆盛の書いた「日隈神社」の扁額がある。

## 名称
公園の名称の由来は亀のような形をした山なので「亀山（きざん）」と呼び、近世に日隈城が築かれる以前は曹洞宗龜翁山真光寺があった丘で、その名龜翁山（きおうざん）を縮め、読みを“キザン”と呼ぶようになったという。小説家の司馬遼太郎は紀行文集『街道をゆく』で、咸宜園に集まった漢学書生によるものと解釈している。
亀山公園は、元は「日ノ隈山・日隈山（ひのくまさん）」といい、月隈山が「豆田の城山」とも呼ばれることに対して日隈山は「隈の城山」ともいう。